# IT-servicemanagement
IT-servicemanagement is een benaming voor het procesmatig aansturen van de werkwijze van IT-beheer. IT-servicemanagement wordt ook wel afgekort als ITSM.
IT-servicemanagement is een onderdeel van IT-beheer. Naast IT-servicemanagement komen binnen IT-beheer ook andere disciplines voor, zoals technisch beheer, applicatiebeheer, facilitair beheer, documentbeheer.
Er zijn vele manieren waarop IT-servicemanagement kan worden ingevuld. Vele bedrijven hanteren daarbij hun eigen standaard. Veelal worden daarbij de richtlijnen (best practices) uit ITIL gebruikt. Wereldwijde standaarden en best practices voor IT-servicemanagement zijn onder andere ITIL, ISO 20000, VeriSM, SIAM en FitSM. 